# Sport Coopsol Trujillo
Club Sport Coopsol Trujillo – peruwiański klub piłkarski z siedzibą w mieście Trujillo, stolicy regionu La Libertad.

## Osiągnięcia
- Copa Perú: 1999
- Mistrz ligi dystryktu Trujillo: 1997, 1998, 1999

## Historia
Klub założony został 30 sierpnia 1995 roku pod nazwą Club Deportivo Universidad Privada Antenor Orrego (w skrócie Deportivo UPAO) i gra obecnie w lidze regionalnej. W 2000 roku klub zmienił nazwę na Club Sport Coopsol Trujillo.